# Ducat d'Alsàcia
El ducat d'Alsàcia fou una jurisdicció merovíngia creada pel rei d'Austràsia el 640. Fou suprimit el 754 i substituït per dos comtats: el Nordgau (el país del nord, aproximadament el departament de Baix Rin) i el Sundgau (el país del sud, aproximadament el departament d'Alt Rin). Els comtats van passar a dos fills del duc Alaric o Eticó I, origen dels Eticònides, Adalbert I que va rebre Sundgau i Eticó II que va rebre Nordgau. La branca d'Adalbert es va extingir i el va heretar l'altra branca que va agafar el títol de comtes d'Alsàcia. Del 867 al 885 un fill de Lotari II, de nom Hug, va portar el títol de duc d'Alsàcia.

## Llista de ducs
- 640-vers 654 : Gondoí d'Alsàcia, fundador de l'abadia de Moutier-Grandval
- vers 654-662 : Bonifaci d'Alsàcia
- 662 - 690 : Adalric I o Eticó I (nascut vers 635 - mort vers 690)
- 690 - 722 : Adalbert I d'Alsàcia (nascut vers 665 - mort 722), duc d'Alsàcia, comte de Sundgau (fill)
- 722 - 767 : Luitfrid I d'Alsàcia (nascut vers 715 - mort 767), duc d'Alsàcia i comte de Sundgau (fill)